# تی. اس. رابرتسون-آیکمن
تی. اس. رابرتسون-آیکمن (انگلیسی: T. S. Robertson-Aikman; زاده ۱۸۶۰ – درگذشته ۱۹۴۸) ورزشکار کرلینگ اهل بریتانیا بود.